# Григоровская Слобода (Киевская область)
Григоровская Слобода (укр. Григорівська Слобода) — село, входит в Ставищенский район Киевской области Украины.
Население по переписи 2001 года составляло 9 человек. Почтовый индекс — 09420. Телефонный код — 4564. Занимает площадь 0,347 км². Код КОАТУУ — 3224287003.

## Местный совет
09421, Київська обл., Ставищенський р-н, с. Сухий Яр, вул. Кобилянської, 1а, тел. 2-44-44; 2-44-42  (укр.)